# 尹春林
尹春林（英語：Im Chhun Lim），柬埔寨政治家。隶属于柬埔寨人民党，于2003年当选为桔井省国民议会议员，并担任土地管理、城市规划和建设部大臣。出生于桔井市，尹春林为柬埔寨华裔。